# رونييليت خوسيه ساشيناتو
رونييليت خوسيه ساشيناتو (بالبرتغالية: Ranielli‏) (19 ديسمبر 1970 في كوريتيبا في البرازيل – )؛ هو لاعب كرة قدم سابق كان يلعب كلاعب وسط.

## وصلات خارجية
- رونييليت خوسيه ساشيناتو على موقع رابطة كرة القدم اليابانية للمحترفين (اليابانية)
- رونييليت خوسيه ساشيناتو على موقع قاعدة بيانات كرة القدم.إي يو (الإنجليزية)
- رونييليت خوسيه ساشيناتو على موقع عالم كرة القدم.نت (الإنجليزية)